# CAIC WZ-10
Ne doit pas être confondu avec WS-10.
Le WZ-10 (Wuzhuang Zhisheng-10) est un hélicoptère d'attaque produit par la République populaire de Chine. Il est conçu principalement pour des missions antichar, mais pourrait avoir des capacités air-air secondaires. Bien que l'on sache que le WZ-10 est une conception de troisième-génération, les évaluations de ses possibilités sont sujettes à caution. Certains[Qui ?] le considèrent comme étant inférieur aux conceptions occidentales contemporaines, telles que l'AH-64 Apache. D'autres sources placent le WZ-10 dans la même classe que le Tigre d'Eurocopter et d'autres hélicoptères d'attaque modernes.

## Histoire

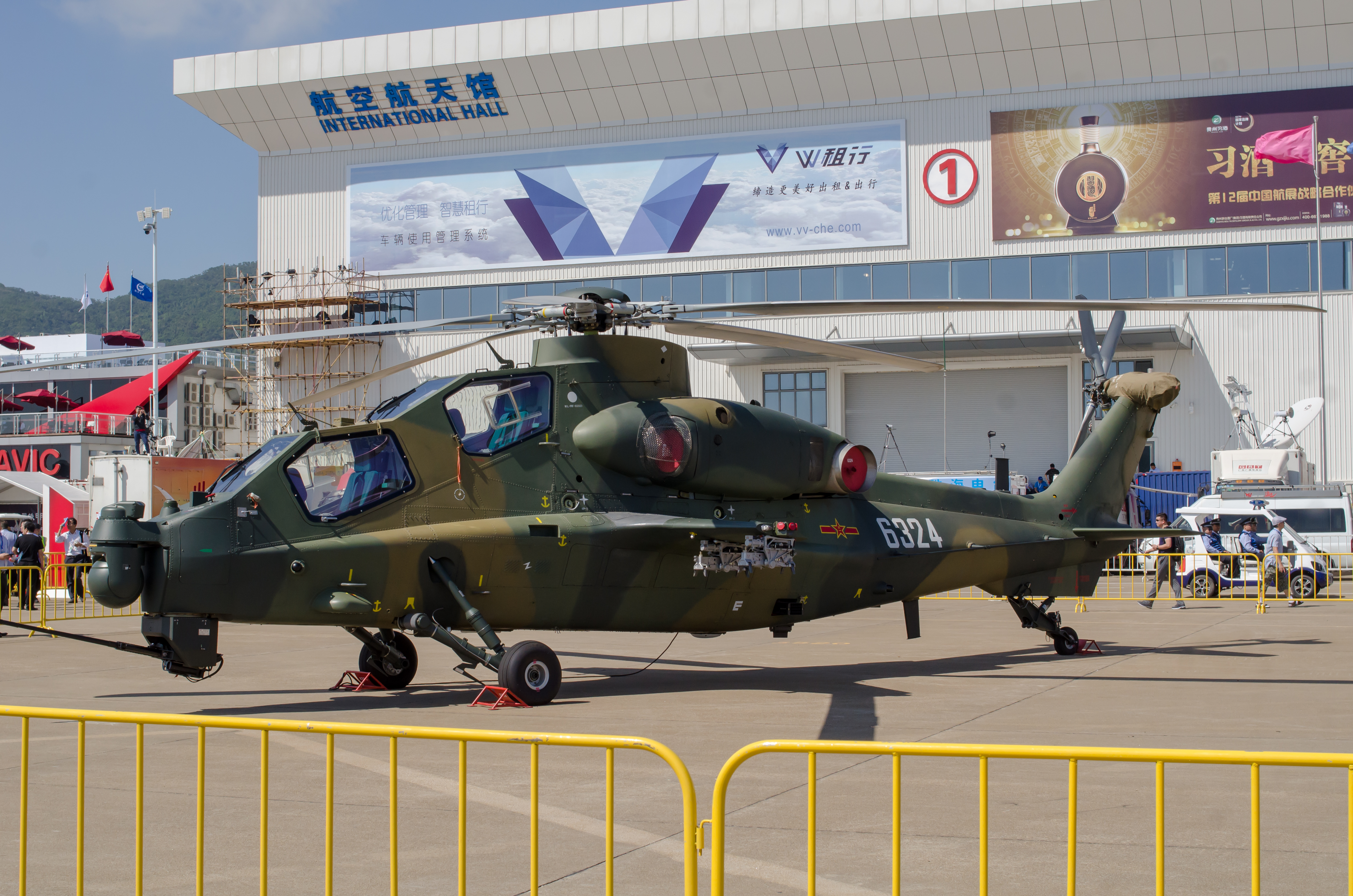
Un Z-10 exposé en 2018.

L'histoire du développement de cet hélicoptère d'assaut par l'industrie de l'armement de la République populaire de Chine est très peu connue. Apparemment, les autorités chinoises avaient pris un soin tout particulier à développer cette arme dans un relatif secret. Le programme aurait commencé en 1994 et visait à équiper l'aviation des forces terrestres de l'armée populaire de libération d'une unité d'attaque mobile antichar. Le 15 mai 1997, Eurocopter France devint un partenaire du programme, en signant un contrat de 90 millions de dollars américains pour aider à la conception du système de rotor. Le 22 mars 1999, Agusta rejoignit le programme et fut chargé du système de transmission et des analyses vibratoires pour un contrat de 30 millions de dollars.
Au début des années 2000, CAIC commença à s'intéresser au Denel AH-2 Rooivalk sud-africain, cherchant même à en acheter un exemplaire en 2001. La vente fut refusée par Denel. Le premier vol fut effectué le 29 avril 2003 par le prototype no 2 après une série d'essais au sol commencé en mai 2002. Après des modifications, les essais en vol reprirent en 2004. Les essais en vol seraient entrés en phase finale vers la fin 2007.
Entre 2001 et 2002, dix exemplaires du moteur PT6C-67C furent vendus par Pratt & Whitney Canada pour motoriser une version civile de l'appareil qui ne verra pas le jour.

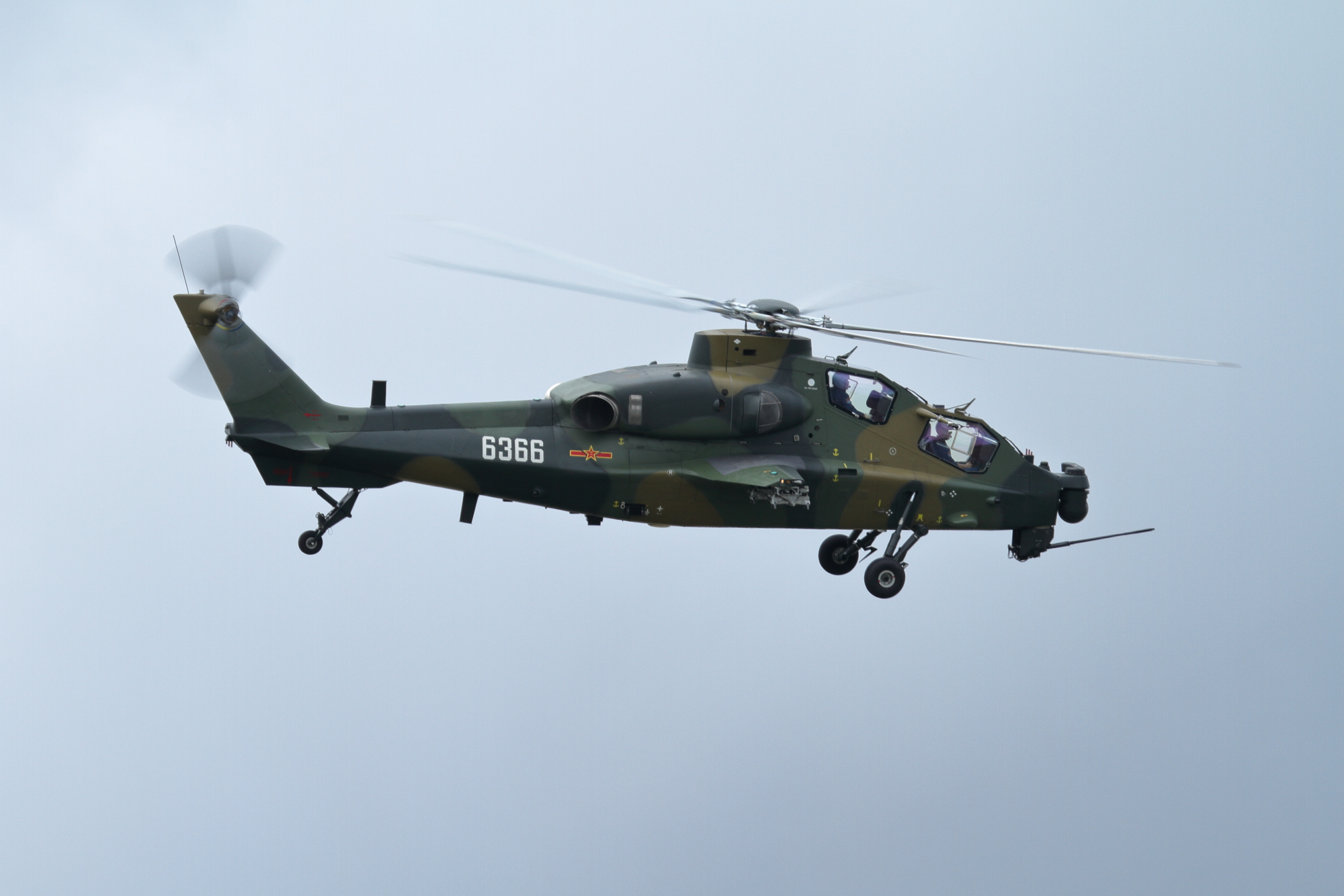
Un Z-10K en 2016.

La fabrication en série a commencé pour l'aviation des forces terrestres de l'armée populaire de libération chinoise qui le met en service en 2010 : Quatre escadrons de douze appareils sont équipés fin 2012,. En date de mars 2013, cinq escadrons sont comptabilisés, et un nouvel escadron mis sur pied tous les trois mois et demi à cette date. On estime que chacune des dix brigades de l'aviation des forces terrestres aura un escadron soit 120 appareils.
Une version présenté en 2015, le Z-10K, dotée entre-autres d'un nouveau canon de 23 mm, sert depuis janvier 2016 au sein de la 15e armée parachutiste de la force aérienne chinoise.

## Conception

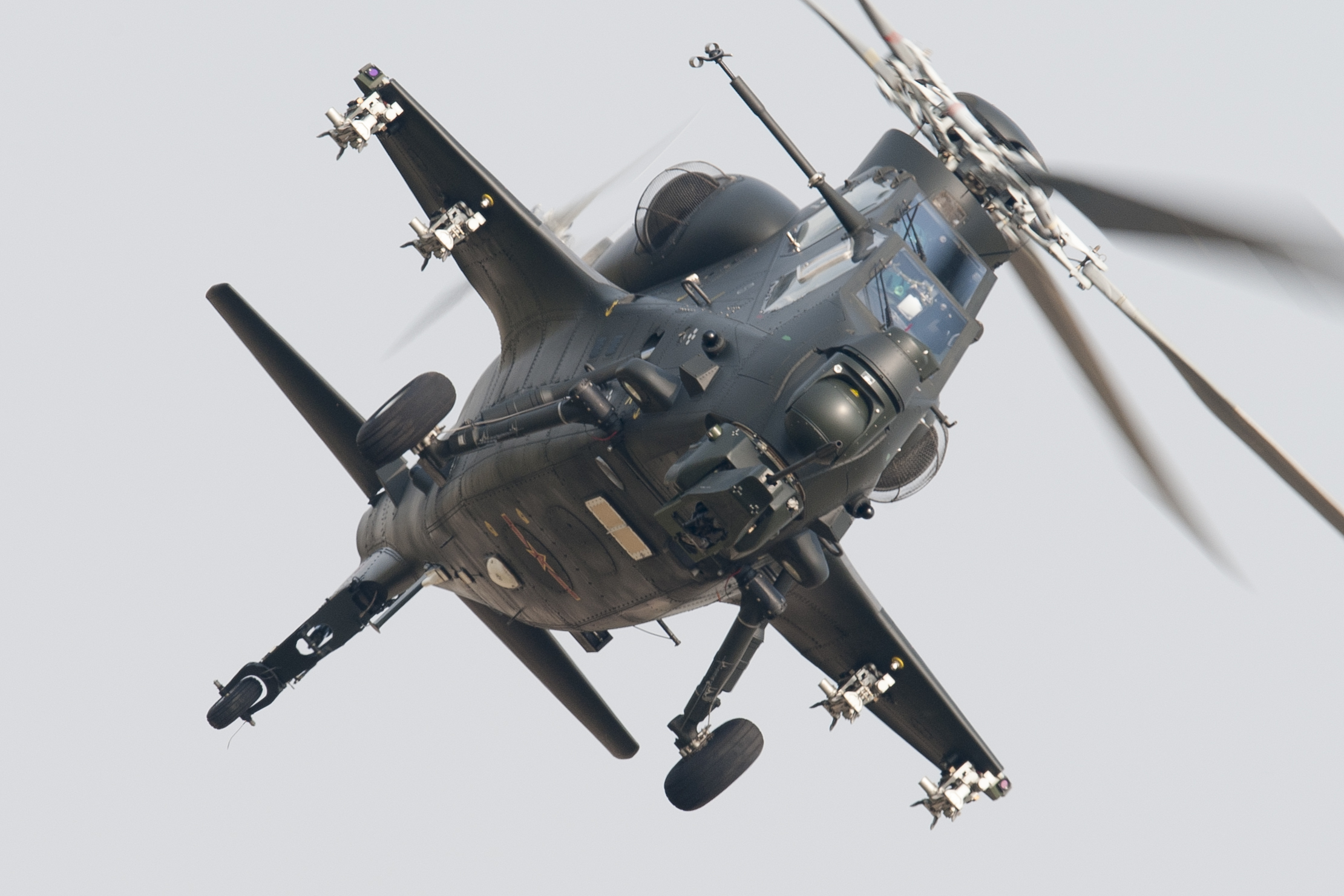
Un WZ-10 en vol.

Le WZ-10 semble avoir une disposition des sièges semblable aux autres hélicoptères d'attaque, avec le pilote et l'officier des systèmes d'armes (en anglais : Warfare Systems Officer - WSO) assis en tandem. Le rotor principal se compose de cinq pales, tandis que le rotor anticouple en possède quatre. Les deux moteurs sont situés dans des nacelles de chaque côté du fuselage, légèrement en arrière du cockpit. L'armement intégré se compose d'un canon installé dans le nez de l'appareil, probablement d'un calibre de 23 ou de 30 mm, et deux moignons d'aile fournissent des points d'attache pour l'armement externe.
On suppose que le WZ-10 possède un habitacle moderne, avec des écrans à cristaux liquides et un système de commandes de vol électriques (en anglais : fly-by-wire). Une série de capteurs est située dans le nez de l'appareil, dont probablement une caméra optique et infrarouge (FLIR) et un télémètre laser (comme sur l'AH-64). Il doit aussi probablement emporter un système de contre-mesures électroniques.
Les ailettes possèdent deux points d'emport chacune, où les missiles antichar, probablement du type HJ-9 (comparable aux missiles TOW américains), peuvent être accrochés par groupe de quatre, ou des paniers à roquettes. On a évoqué également la possibilité qu'il utilise les nouveaux missiles HJ-10. Ceci améliorerait de manière significative les possibilités antichar de WZ-10, le HJ-10 étant censé être semblable à l'AGM-114 Hellfire. Des possibilités anti-aériennes rudimentaires sont probablement présentes avec le missile air-air TY-90, un petit missile utilisé contre les hélicoptères et les avions lents.
Des manœuvres de lutte anti-navire ont lieu en 2013.

## Culture populaire
Le WZ-10 apparaît dans les jeux Battlefield 4 et Battlefield 2, où il sert du côté chinois. 